# Csaba Kesjár
Csaba Kesjár (Budapeste, 9 de fevereiro de 1962 – Nuremberga, 24 de junho de 1988) foi um automobilista húngaro.

## Carreira
Em 1975, estreou no automobilismo (seu pai, János Kesjár, e seu avô foram também pilotos de automobilismo; János, inclusive, foi 15 vezes campeão nacional em várias categorias) no kart, vencendo 5 campeonatos da modalidade. A estreia nos monopostos foi em 1982, disputando a Fórmula Eastern até 1985, conquistando um tetracampeonato.
Na Fórmula Ford austríaca, participou de apenas uma edição (1986), onde também obteve um título, e no ano seguinte foi para a Fórmula 3 Alemã, disputando 2 edições da categoria.
Em 1987, quando ainda competia na Fórmula 3 Alemã, Kesjár participou de uma sessão de treinos da Zakspeed no circuito de Hungaroring. Ele deu 3 voltas na pista, e o chefe da escuderia, Erich Zakowski, pediu para que o húngaro não acelerasse além da terceira marcha, para evitar algum incidente. A experiência fez com que Kesjár fosse o primeiro piloto nascido no Leste Europeu a pilotar um carro de Fórmula 1, e caso não ocorresse o acidente em Norisring, seria um candidato à vaga na Zakspeed em 1989.

## O acidente fatal
Em 24 de junho de 1988, durante a etapa de Norisring da Fórmula 3 Alemã, Kesjár vinha a 220 km/h em seu Dallara 388 da Schübel F3 Team quando, ao fazer o hairpin, o carro passou reto e caiu numa pequena floresta, de cabeça para baixo. Com vários traumatismos cranianos, o húngaro morreu na hora, e a prova foi cancelada. Está sepultado no Cemitério de Farkasréti, em Budapeste, e várias pessoas compareceram ao funeral.